# Tommy Herzog
Tommy Herzog (* 25. März 1977) ist ein ehemaliger Schweizer Bobsportler.
Er begann 1999 mit dem Bobsport und kam 2002 in das Schweizer Nationalkader. Er war Junioren-Schweizer-Meister im Zweier-Bob und Vize-Schweizer-Meister im Vierer. Der erste grössere internationale Erfolg war Platz vier mit dem Vierer beim Weltcup in Lake Placid 2005. Im Bob-Weltcup 2007/08 schaffte er zwei Podestplätze mit Platz drei in St. Moritz und Platz drei in Königssee. Seinen grössten Erfolg schaffte er mit dem Zweier bei der Bob-Weltmeisterschaft 2007. Als Anschieber von Ivo Rüegg gewann er die Silbermedaille. Im September und Oktober 2008 wurde er bei Dopingkontrollen positiv auf Testosteron getestet und für zwei Jahre gesperrt.